# Asuna Tanaka
Asuna Tanaka, född 23 april 1988 i Sakai, Osaka prefektur i Japan, är en japansk fotbollsspelare som tog OS-silver i damfotbollsturneringen vid de olympiska fotbollsturneringarna 2012 i London. 